# Ànecs
L'ànec o ànet és el nom comú que reben un bon nombre d'espècies d'ocells de la família dels anàtids (Anatidae). Aquests ocells estan repartits entre diferents subfamílies, no representant un grup monofilètic. Els ànecs són ocells principalment aquàtics, normalment més petits que cignes i oques, i es poden trobar principalment en aigua dolça, però també a la mar.

## Etimologia i terminologia
La paraula «ànec» deriva del llatí anate (amb el mateix significat) a través de la variant més antiga ànet. La femella de l'ànec o ànet rep el nom d'ànega o àneda. Hi ha variants com ara àneda o ànnera que poden referir-se a l'espècie en general, sense una marca de gènere femenina. Així, hi ha l'àneda o ànnera mascle i àneda o ànnera femella. La cria és un anedó. Tiró és una denominació d'origen expressiu per a denominar sobretot l'ànec casolà. Alguns d'aquests ocells reben altres noms particulars, com ara «xarxet», «morell» o «bec de serra,» però són considerats en general ànecs.

## Morfologia
Cos rodanxó. El coll és relativament llarg i el solen mantenir replegat sobre si mateix. El bec típic d'ànec és ample, aplanat i proveït de laminetes còrnies transverses que permeten que l'aigua flueixi entre elles, però que, al seu torn, retenen les partícules i els organismes que els serveixen d'aliment. A més, té una funció tàctil molt important en la recerca d'aliment.
Els trets dits anteriors estan proveïts d'una membrana interdigital que els proporciona el típic aspecte palmat, mentre que el dit posterior queda lliure. El plomatge és espès i el cos està protegit per una abundant capa de plomissol. Molts ànecs tenen el plomatge molt acolorit: això correspon als mascles, ja que les femelles i els joves d'espècies diferents acostumen a coincidir en la coloració, que és terrosa i jaspiada, cosa que els ajuda a confondre's amb el medi. De fet, els mascles d'espècies de l'hemisferi nord tenen plomatges acolorits però muden a l'estiu, cosa que li atorga una aparença més femenina. Normalment, quan muden el seu plomatge és perquè hi haurà una migració posterior.

## Ecologia

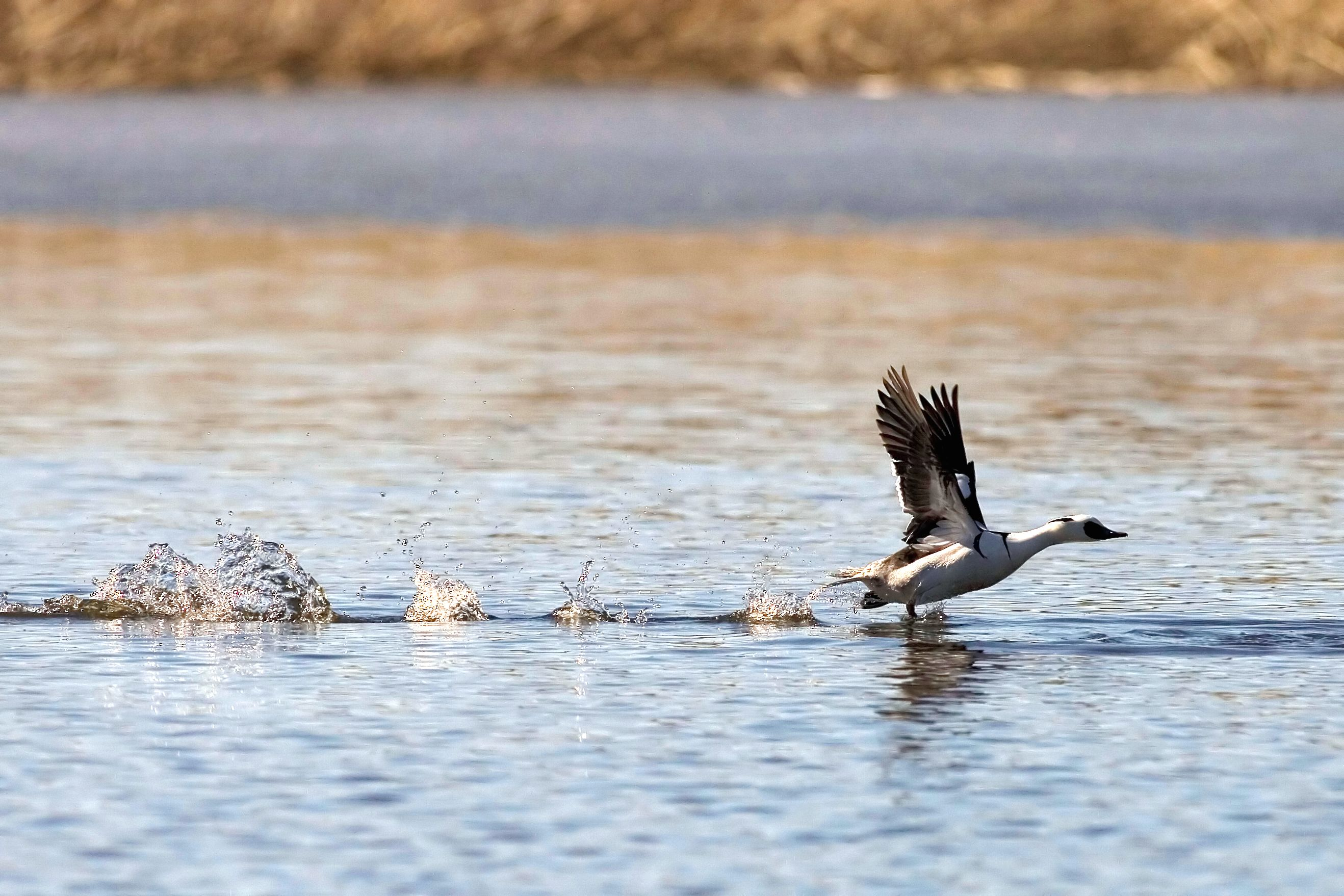
Un ànec cabussador, el bec de serra petit, corre per la superfície de l'aigua abans d'enlairar-se

Ocupen les zones humides de tots els continents a excepció de l'Antàrtida. Són moltes les espècies que habiten a les zones humides dels Països Catalans, sobretot a l'hivern, quan la població d'ànecs augmenta ostensiblement.
Són omnívors i les seves fonts d'alimentació són: herbes, grans, plantes aquàtiques, peixos, insectes i altres.
En moltes espècies els mascles adults passen èpoques sense volar per protegir el seu hàbitat si tenen suficient aliment de reserva. Muden les plomes de les ales totes de cop, cosa que els obliga a romandre amagats durant un cert temps, ja que la seua capacitat de fugida es veu disminuïda en aquest moment. Les diferents espècies són bones voladores. La silueta de vol és característica, amb el coll estès i batecs de les ales molt ràpids. Moltes espècies són bones migradores. Els ànecs de superfície o nedadors es caracteritzen pel fet que, nedant, tenen una silueta que presenta una línia de flotació alta i la cua aixecada, separada de l'aigua. Aixequen el vol de cop i posseeixen una taca de vius colors a l'ala, que actua com una bandera, anomenada mirall o espill i que és igual en mascles i femelles. Mengen a la superfície, o bé cabussant mig cos dintre l'aigua i deixant l'altre mig fora, mantenint l'equilibri amb un moviment viu de les potes. Els ànecs cabussadors cerquen el menjar submergint-se completament i nedant tenen una línia de flotació relativament baixa. L'habilitat per bussejar implica una disposició de les potes molt més endarrerida, que els fa molt maldestres en terra. No són capaços d'enlairar-se directament des de l'aigua i han de fer-ho després d'una carrera xipollejant sobre la superfície.
La còpula té lloc fora de l'aigua i el niu, molt amagat, està format per jonc, canyís i altres vegetals aquàtics, i entapissat de plomes que la femella s'arrenca del pit. Només cova la femella i els polls fan eclosió simultàniament i són capaços ja de seguir la mare i alimentar-se per si mateixos, és a dir són nidífugs.

## Llista
Són considerats ànecs:
- Els ànecs arboris i l'ànec cabusset, de la subfamília dels dendrocignins (Dendrocygninae).
- Els membres de la tribu dels oxiürinis, com ara l'ànec capblanc.
- Alguns membres del gènere Tadorna, com l'ànec canyella i l'ànec blanc.
- Els coneguts com a ànecs de superfície típics, de la tribu dels anatinis.
- Els ànecs cabussadors, de la tribu Aythyini.
- Els ànecs marins i becs de serra de la tribu Mergini.
- Els membres dels gèneres Stictonetta, Aix i Cairina.

## Ús econòmic

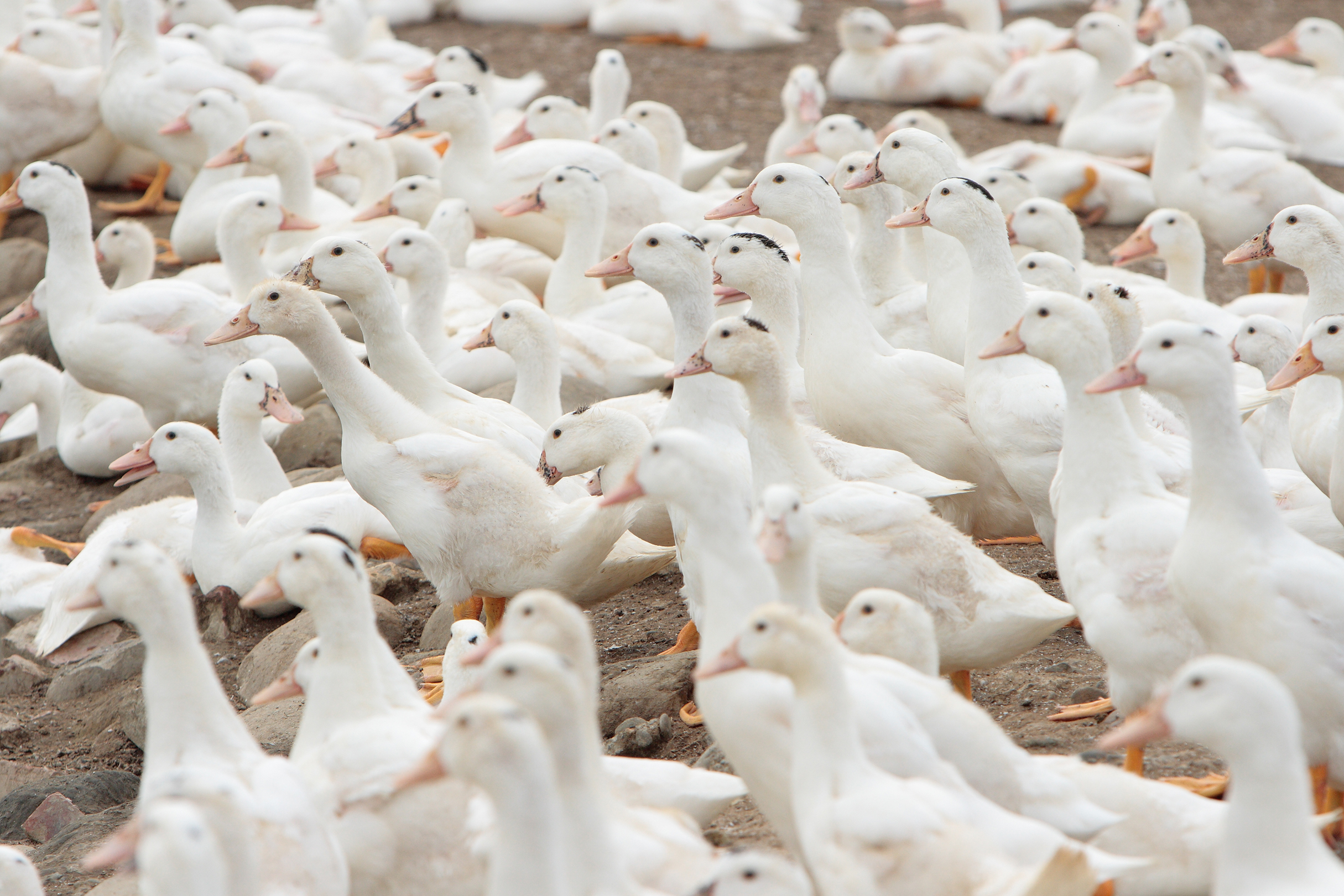
Granja d'ànecs a Taiwan

Els ànecs tenen molts usos domèstics: són criats per la carn, els ous i el plomatge. Alguns ànecs van ser domesticats ja en el Neolític, i això ha donat lloc a la gran quantitat de races domèstiques de l'actualitat. Totes aquestes races però són el resultat de la domesticació de dues espècies salvatges: l'ànec collverd, que donà els ànecs xerraires, i l'ànec mut. Tots dos grups són criats als Països Catalans.
Els ànecs salvatges són objecte, a més, de la caça esportiva.
Als països boreals hi ha una activitat econòmica basada en la plomissa dels èiders, coneguda com a plomissa d'oca, que és utilitzada per a farcir els edredons.

## Eco del quac
El soroll de l'ànec (el «quac») fa eco, així i tot, en internet aparegué el mite que el soroll de l'ànec no fa eco. Es va fer un experiment a la Universitat de Salford que consistia a gravar un ànec en una cambra de reverberació. En aquestes condicions el so emès per l'ànec havia de fer una llarga reverberació i ho va fer. Van demostrar així que el grall de l'ànec fa eco.

## Ànecs ficticis cèlebres
- Alfred J. Kwak
- Ànec Donald, la seva promesa Daisy i els tres nebots.
- Ànec Daffy (o Lucas) de la Warner Bros.
- L'aneguet lleig és el protagonista d'un conte de Hans Christian Andersen.